# Капко Ярослав Теодозійович

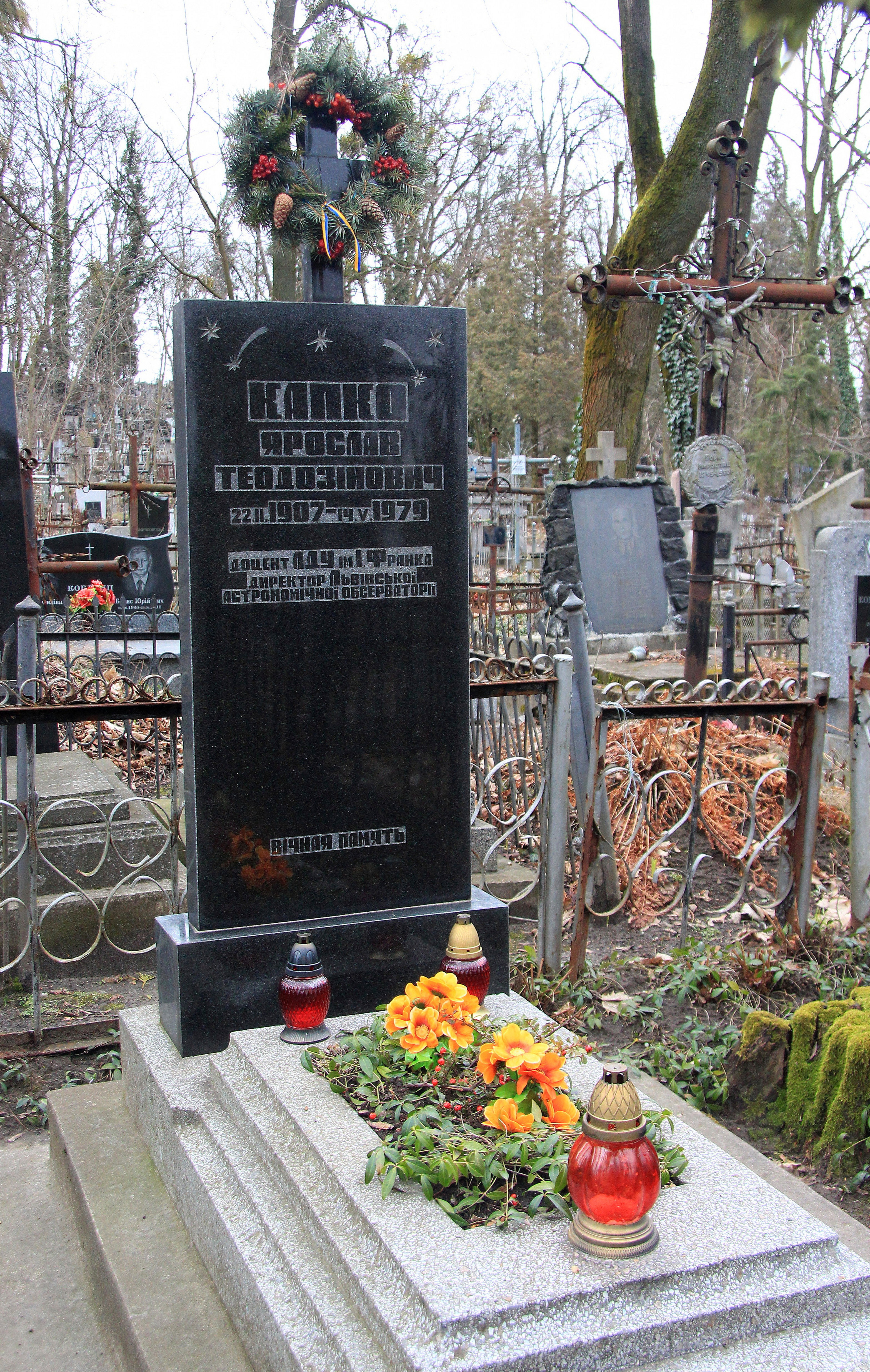

Ярослав Теодозійович Капко (22 лютого 1907, Долиняни — 14 травня 1979, Львів) — український педагог і астроном. Був членом Міжнародної астрономічної ради і Комісії дослідження змінних зірок Астрономічної ради Академії наук СРСР. З 1959 по 1977 роки — директор Астрономічної обсерваторії Львівського університету. Брав участь у багатьох експедиціях від карпатської гори Піп Іван до Камчатки.

## Біографія
Ярослав Капко народився 22 лютого 1907 року в селі Долиняни на Івано-Франківщині у сім'ї священника місцевої парафії (сотрудника) о. Теодозія Капка (1879—1919).
З 1917—1925 роках навчався у Рогатинській приватній українській гімназії, яку закінчив з відзнакою в 1925 році.
В 1925 році Ярослав Капко вступає у Львівський університет на природничо-математичний факультет. З першого року навчання Ярослав Капко захоплюється астрономією, відвідує з цього предмета факультативні заняття, які проводив професор Мартін Ернст. Професорові сподобався сумлінний і здібний студент і він допомагає в призначенні йому стипендії.
Ярослав Капко закінчив університет у 1931 році з науковим ступенем магістра філософії у галузі математики. Викладав математику у Малій Духовній Семінарії (1932—1937), у гімназіях Львова, Бродів, Тлумача. Близько 30-ти років вів науково-педагогічну діяльність у Львівському, а згодом у Дрогобицькому педагогічному інституті.
У 1941 році Ярослав Капко вступив в аспірантуру до професора Євгенія Рибки, тодішнього директора астрономічної обсерваторії. Проте навчання в аспірантурі було перервано через початок війни.

## Наукова спадщина
Творча біографія Ярослава Капка — це одночасно історія Львівської астрономічної обсерваторії, яку він очолював протягом 18 років(1959—1977 рр.). За цей час обсерваторія з малої навчальної станції перетворилася в науковий заклад із базою в Брюховичах, обладнаною сучасними телескопами для спостереження Сонця, Місяця та зір.
Ярослав Капко автор близько 40 наукових праць за результатами спостережень змінних зір, малих планет, комет, сонячної корони під час затемнень Сонця, місячних кратерів, кольору та яскравості затемнень Місяця.
Склотека, зібрана працівниками Астрономічної обсерваторії під керуванням Я. Капка, увійшла у п'ятірку найкращих у світі.
Ярослав Капко був палким пропагандистом астрономічних знань, активним членом товариства «Знання», вів рубрику астрономічного календаря у «Вільній Україні». Впродовж останніх років свого життя працював над створенням російсько-українського словника астрономічних термінів. Але трагічний випадок, що привів до передчасної смерті, не дозволив йому закінчити цю роботу.
Помер Ярослав Капко 14 травня 1979 року у Львові, похований у Львові на Янівському цвинтарі (поле № 33).